# James Stewart Hine
James Stewart Hine (* 13. Juni 1866 nahe Wauseon, Ohio; † 22. Dezember 1930 Columbus, Ohio) war Entomologe und Kurator für Naturgeschichte in der Ohio State Archaeological and Historical Society. Seine wichtigsten Beiträge lieferte er auf dem Gebiet der Zweiflügler-Familie der Bremsen (Tabanidae).
Seine Kindheit verbrachte Hine auf einer Farm und studierte dann an der Ohio State University, wo er 1893 seinen Bachelor machte. Danach arbeitete er weiter an der Universität. Zuerst als Assistent für Gartenbau und zwischen 1895 und 1899 als Assistent in der entomologischen Abteilung. Daran schlossen sich drei Jahre als Assistenzprofessor für Zoologie und Entomologie an und schließlich bis 1925 die Zeit als Professor für Entomologie. Im Jahre 1925 wurde er bis zu seinem Tod Leiter und Gründer der Abteilung für Naturgeschichte Ohios des Ohio State Archaeological Museum. Er starb an einem Herzinfarkt.
Nach ihm sind auch die drei Libellenarten Rhodopygia hinei, Somatochlora hineana und Agria hinei benannt.